# Municipio de Dallas (Carolina del Norte)
El municipio de Dallas (en inglés: Dallas Township) es un municipio ubicado en el  condado de Gaston en el estado estadounidense de Carolina del Norte. En el año 2000 tenía una población de 19.542 habitantes.

## Geografía
El municipio de Dallas se encuentra ubicado en las coordenadas 35°19′53.54″N 81°11′25.63″O / 35.3315389, -81.1904528.